# Chuaj-che
Chuaj-che (čínsky pchin-jinem Huái Hé, znaky 淮河) je řeka v provinciích Che-nan, An-chuej a Ťiang-su na východě ČLR. Je 813 km dlouhá, přičemž závisí na místě ústí, jež se mění, a může dosahovat až 1087 km. Povodí má rozlohu 187 000 km².

## Průběh toku
Pramení v horách Tchung-paj v Che-nanu. Protéká v Severočínské nížině postupně jižním Che-nanem, severním An-chuejem, severním Ťiang-su. Místy protéká nad úrovní okolní Velké čínské roviny a je obehnána protipovodňovými hrázemi. Na řekách v celém povodí bylo vybudováno celkem 6000 km těchto hrází o výšce 6 až 8 m. Jejich protržení v minulosti mnohokrát způsobily záplavy, po kterých se změnil průběh koryta řeky. Ta tak střídavě ústila do Jang-c’-ťiangu, Žluté řeky nebo do Žlutého moře. V současnosti (2011) řeka odvádí převážnou část svých vod přes soustavu jezer a kanálů zleva do Jang-c’-ťiangu. Proti povodním byly v povodí řeky postaveny přehradní nádrže a vodní kanál, který řeku spojuje se Žlutým mořem.

### Přítoky
Hlavním přítokem je Jin-che zleva.

## Vodní režim
Zdrojem vody jsou především dešťové srážky. V létě dochází k povodním. Průměrný průtok vody činí přibližně 1000 m³/s a maximální je 10krát až 13krát vyšší. Spolu se svými přítoky unáší během povodní 10 až 15 kg/m³ nánosů, které se ukládají v korytě a způsobují jeho navyšování nad okolní rovinu.

## Využití
Využívá se k zavlažování především v jižní části povodí. Vodní doprava je možná od města Čen-jang-kuan. Řeka je Velkým kanálem spojená s Jang-c’-ťiangem a se Žlutou řekou. Na řece leží města Chuaj-nan a Pang-pu.